# Fântânele (gmina Năeni)
Fântânele – wieś w Rumunii, w okręgu Buzău, w gminie Năeni. W 2011 roku liczyła 139 mieszkańców.